# I-40 Country
Pour les articles homonymes, voir I40.
Albums de Jerry Lee Lewis
Southern Roots: Back Home to Memphis
(1973) Boogie Woogie Country Man
(1974)
I-40 Country est un album de Jerry Lee Lewis, enregistré sous le label Mercury Records et sorti en 1974.

## Liste des chansons
1. He Can't Fill My Shoes (Dycus/Kingston)
2. Tell Tale Signs (Alex Zanetis)
3. Picture from Life's Other Side (Traditionnel)
4. I Hate Goodbyes (Foster/price)
5. I Forgot More Than You'll Ever Know (en) (Cecil A. Null)
6. Tomorrow's Taking My Baby Away (LaVerne/Taylor)
7. Cold, Cold Morning Light (Laverne/Taylor)
8. Alcohol of Fame (Buzz Rabin)
9. Where Would I Be (Ray Griff)
10. Bluer Words (Davis/Pitts)
11. Room Full of Roses (Tim Spencer)

## Source de la traduction
- (en) Cet article est partiellement ou en totalité issu de l’article de Wikipédia en anglais intitulé « I-40 Country » (voir la liste des auteurs).